# Millières (Haute-Marne)
Millières é uma comuna francesa na região administrativa de Grande Leste, no departamento de Haute-Marne. Estende-se por uma área de 14,09 km². Em 2010 a comuna tinha 121 habitantes (densidade: 8,6 hab./km²).